# Anne Clark
Anne Clark (ur. 14 maja 1960 w Croydon w Londynie) – angielska poetka i autorka piosenek. Jej pierwsze nagrania to The Sitting Room w 1982. Dotychczas wydała ponad tuzin albumów.
Jej eksperymentalna muzyka dotyczy obszarów związanych luźno z muzyką elektroniczną, muzyką taneczną (czasami techno) jak również gatunków avant-garde (awangardowych), różniących się bardzo między sobą, podobnie jak style romantyczne i orkiestralne.
Clark jest głównie artystką słowa mówionego, ale gra również na pianinie i od czasu do czasu akompaniuje sobie wykorzystując miksowanie dźwięku w nietypowy sposób, przypominający nieco styl New Wave. Wiele z jej tekstów odnosi się krytycznie do niedoskonałości człowieczeństwa, życia codziennego, polityki. Zwłaszcza w jej wczesnych pracach wytworzyła mroczny, melancholijny rodzaj atmosfery, graniczący z uczuciem zwanym weltschmerz.

## Młode życie
Anne Clark jest córką Irlandki i Szkota. Mając 16 lat porzuciła szkołę. Podejmowała różne prace, między innymi jako pielęgniarka w szpitalu psychiatrycznym. Później pracowała w lokalnym sklepie płytowym Bonaparte Records. Punk rock pomógł jej odnaleźć drogę do londyńskiej sceny muzycznej i zupełnie pokrył się z jej emocjami.
Wkrótce związała się z Warehouse Theatre, niezależnie finansowaną sceną dla zespołów muzycznych, permanentnie cierpiącą na brak funduszy. Mimo że właściciele theatre początkowo sprzeciwiali się dziwnym, kolczykowanym punkom, występującym tam w swoich skórzanych okryciach, Anne była w stanie skutecznie zaaranżować program teatru. Zespoły takie jak Siouxsie and The Banshees, Generation X czy The Damned, należały do lokalnej sceny i występowały w Warehouse dodatkowo obok teatru, tańca, komedii i projektów poetyckich. Anne Clark zdołała zaprosić do teatru artystów takich jak Paul Weller, Linton Kwesi Johnson, French & Saunders, The Durutti Column, Ben Watt (obecnie będący członkiem Everything but the Girl) i wielu innych. Sama również eksperymentowała z muzyką i słowami, i po raz pierwszy pojawiła się na scenie w Cabaret Futura Richarda Strange’a razem z Depeche Mode.

## Dalsze życie

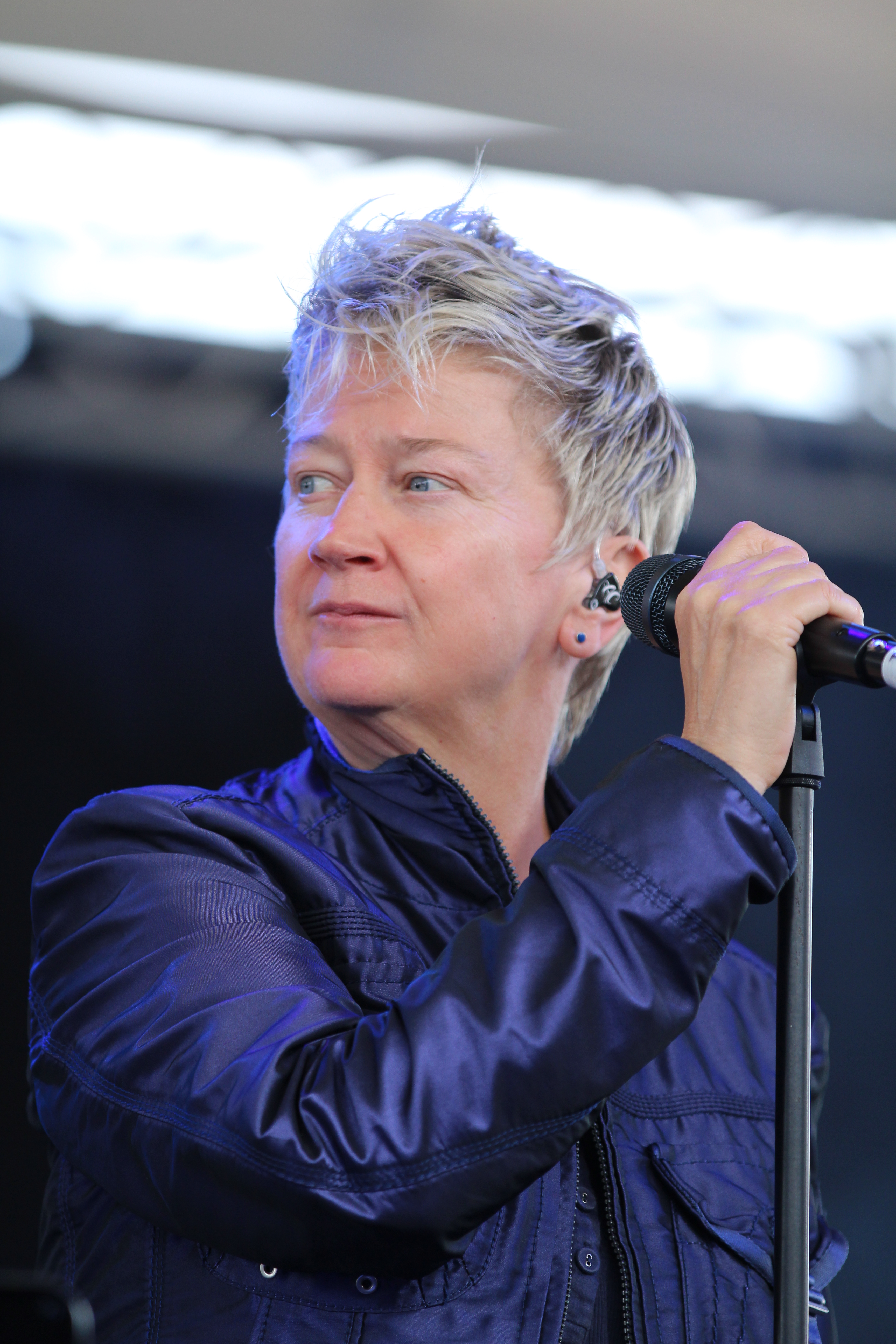
Anne Clark 2014

W 1982 Anne Clark wydała swój pierwszy album pt. The Sitting Room, do którego piosenki napisała sama. Na następnych albumach Changing Places (1983), Joined up Writing (1984), Hopeless Cases (1987), Anne współpracowała ze znajomym z Warehouse: pianista David Harrow podpisany również jako współautor. Razem stworzyli piosenki takie jak Sleeper in Metropolis, Our Darkness lub Wallies uznane za kamienie milowe lat 80. i 90.
W 1985 wydała album Pressure Points, we współpracy z Johnem Foxxem, założycielem Ultravox.
W 1987 wyjechała do Norwegii na trzy lata, gdzie pracowała z Tovem Ramstadem i Idą Baalsrud, i innymi. We współpracy z Charlie Morganem, wydała album Unstill Life w 1991 w SPV Records. Na płycie znalazły się: The Monent, Unstill Life, Abuse and Empty Me. Wydany również w USA w Radikal Records. Podczas 1992, wydała maxi CD (SPV) z Idą Baalsrud, która zagrała na skrzypcach part i współtworzyła If I Could; znalazł się tam również remix Our Darkness jako ostatni utwór na CD. Pod koniec 1992, w grudniu, Charlie Morgan nieoczekiwanie zmarł na raka w wieku zaledwie 36 lat, w związku z tym wiele planowanych wspólnie projektów upadło.
Po kilku miesiącach poszukiwań, wydała The Law is an Anagram of Wealth w 1993, znów we współpracy z Tovem Ramstadem; inni muzycy biorący tam udział to Paul Downing, Martyn Bates (z zespołu Eyeless in Gaza), Andy Bell (nie z Erasure ale utalentowany muzyk i autor beatów); odbyła dużą europejską trasę.
Rok później, w 1994, Anne Clark spróbowała ze stylem, z którym nie eksperymentowała wcześniej: muzyka akustyczna. To zaowocowało wydaniem Psychometry (1994), zawierającym zapis występu w Passionskirche w Berlinie-Kreuzbergu.
W dalszym ciągu, Clark szła tropem swoich muzycznych korzeni i wpływów muzyki folkowej i klasycznej. Jej album z 1998 roku pt. Just After Sunset, we współpracy z Martynem Batesem, zawierał wiersze niemieckiego poety Rainera Marii Rilkego tłumaczone na angielski. Wydany ponownie w cztery lata później, w 2002 kiedy odzyskała prawa do niego.
W 2003, nagrała płytę: From The Heart – Live in Bratislava w składzie: Murat Parlak (voc/piano), Jann Michael Engel (wiolonczela), Niko Lai (bębny) i Jeff Aug (gitary) w Bratysławie, Słowacja.
W 2005, Clark zaśpiewała gościnnie w Self-inflicted zespołu Implant. Wydany przez Alfa Matrix Records, który stał się w międzyczasie jej wytwórnią poza Niemcami. Pojawia się także na EP-ce Implant pt. Too Many Puppies.
W 2006 znalazła się znowu w studio z grupą Implant nagrywając LP Fade Away, gdzie zaśpiewała gościnnie i w duecie z Clausem Larsenem z Leæther Strip. Pojawiła się także na albumie Audioblender grupy Implant, wydanym przez Alfa Matrix.
W 2007 była w Niemczech by nagrać album The Smallest Act of Kindness, który zostanie wydany we wrześniu 2008. Będzie to jej pierwszy album z oryginalnym materiałem od 12 lat. Będzie wydany w eleganckiej formie. Wydawnictwo zawiera wydrukowane wiersze oraz 25 fotografii wykonanych przez Hubble Space Telescope.
Obecnie, Anne mieszka w Norfolk w Anglii.

## Zespół
Obecni członkowie zespołu:
- Anne Clark – śpiew
- Jeff Aug – gitara
- Niko Lai – perkusja
- Murat Parlak – fortepian
- Jann Michael Engel – skrzypce

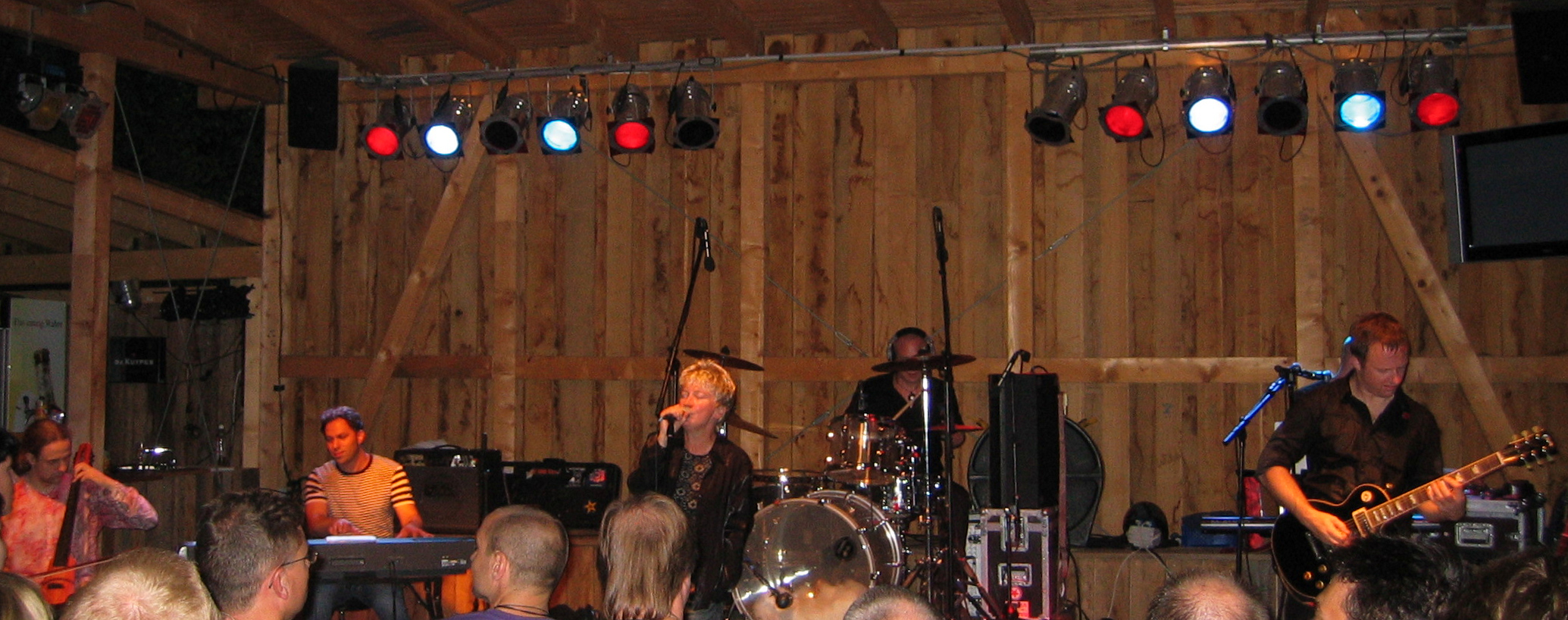
Anne Clark's live band 2008 (od lewej do prawej): Jann Michael Engel, Murat Parlak, Anne Clark, Niko Lai, Jeff Aug

- Rainer von Vielen – efekty dźwiękowe
- Xabec (Manuel G. Richter) – programowanie

## Dyskografia

### Albumy
- 1982 – The Sitting Room (UK: Red Flame, Germany: Virgin Schallplatten, later: Virgin/EMI; LP)
- 1983 – Changing Places (UK: Red Flame, Germany: Virgin Schallplatten, later: Virgin/EMI; LP)
- 1984 – Joined Up Writing (UK: Ink, later: Virgin/EMI; EP)
- 1985 – Pressure Points (UK: Ten, Germany: Virgin Schallplatten; later: Virgin/EMI; LP)
- 1986 – An Ordinary Life (UK: Great Expectations/Ink; LP/CD)
- 1987 – Hopeless Cases (UK: Ten; Germany: Virgin Schallplatten, later: Virgin/EMI; LP)
- 1988 – R.S.V.P. (UK: Ten; Germany: Virgin Schallplatten, later: Virgin/EMI; LP – recorded live at the Music Centrum, Utrecht, Holland, 1987)
- 1991 – Unstill Life (SPV, later: Virgin/EMI; LP/CD)
- 1993 – The Law Is An Anagram Of Wealth (Germany: SPV; CD)
- 1994 – Anne Clark and friends: Psychometry (SPV, later: Virgin/EMI; CD – Live at the Passionskirche Berlin)
- 1995 – To Love And Be Loved (SPV, later: Warner Chappell; CD)
- 1997 – Wordprocessing: The Remix Project (Columbia Europe/Sony BMG, later: Warner Chappell; CD)
- 1998 – Anne Clark & Martyn Bates: Just After Sunset – The Poetry of Rainer Maria Rilke (Labor/Indigo, later: Warner Chappell, re-release 2002: netMusicZone; CD)
- 2003 – From the Heart – Live in Bratislava (netMusicZone – Recorded at the studios of Slovak National Radio Broadcast during the European acoustic tour on 17 November, 2002)
- 2004 – Notes Taken, Traces Left (netMusicZone – Audiobook, song lyrics and commentary from Anne Clark's book)
- 2008 – The Smallest Acts of Kindness (netMusicZone)

### Single
- 1984 – Sleeper in Metropolis (Rough Trade Germany)
- 1984 – Our Darkness (miscellaneous, licensed from Red Flame)
- 1984 – Self Destruct (Germany: Ten)
- 1985 – Sleeper in Metropolis (Remix with David Harrow) (UK: Ink)
- 1985 – Wallies (UK: Ink)
- 1985 – Heaven (UK: Ten; Germany: Virgin Schallplatten)
- 1986 – True Love Tales (UK: Ink)
- 1987 – Hope Road (UK: Ten)
- 1987 – Homecoming (UK: Ten, Germany: Virgin Schallplatten)
- 1988 – Our Darkness/Sleeper in Metropolis/Self Destruct (UK: Ink)
- 1990 – Abuse (Germany: SVP)
- 1991 – Counter Act (SVP)
- 1991 – Counter Act (Remixes) (SPV; single/EP)
- 1992 – If I Could/Our Darkness (Remix) (SPV)
- 1993 – The Haunted Road: Travelogue Mixes (SPV)
- 1994 – Elegy For A Lost Summer (SPV)
- 1994 – Elegy For A Lost Summer (Remix) (SPV)
- 1996 – Letter Of Thanks To A Friend (SPV; Bill Laswell remixes)
- 1997 – Our Darkness ('97 Remixes) (Columbia Records/Sony BMG)
- 1997 – Sleeper In Metropolis ('97 Remixes) (Gang Go, Columbia Records/Sony BMG)
- 1998 – Wallies (Night of the Hunter) ('98 Remixes) (Columbia Records/Sony BMG)
- 2002 – Blank & Jones featuring Anne Clark: The Hardest Heart (Gang Go/Warner)
- 2003 – Sleeper In Metropolis 3000 (Gang Go/Warner)
- 2008 – Full Moon (netMusicZone)

### Kompilacje
- 1986 – Trilogy (UK: Ink; antologia; kompilacja trzech pierwszych albumów; CD)
- 1986 – Terra Incognita (Spain: Ink; LP)
- 1991 – The Last Emotion (Beehive Productions; 3 CD box set: The Sitting Room/Changing Places/Joined Up Writing)
- 1994 – The Best of Anne Clark (UK: Beehive Productions)
- 1996 – Anne Clark: Nineties – a Fine Collection (Germany: Steamhammer, later: SPV; CD)
- 2003 – Dream Made Real (Noble Price/TIM)
- 2007 – Remix Collection (netMusicZone)

### Video
- 1992 – Iron Takes the Place of Air: Live in Berlin (SPV; Live Video, VHS)